# Amsacta celebensis
Amsacta celebensis är en fjärilsart som beskrevs av Rothschild 1910. Amsacta celebensis ingår i släktet Amsacta och familjen björnspinnare. Inga underarter finns listade i Catalogue of Life.